# Albrecht Wolfgang (Hohenlohe-Langenburg)
Albrecht Wolfgang, Graf zu Hohenlohe-Langenburg (* 6. Juli 1659 in Langenburg; † 17. April 1715 ebenda) war seit 1699 regierender Graf von Hohenlohe und nach der Landesteilung von 1701 bis 1715 Graf zu Hohenlohe-Langenburg.   

## Abstammung
Graf Albrecht Wolfgang kam als erstes Kind von Graf Heinrich Friedrich zu Hohenlohe-Langenburg (1625–1699) und dessen zweiter Frau Juliana Dorothea, geborene Gräfin zu Castell-Remlingen (1640–1706), zur Welt.

## Herrschaft
Er war seit 1701 Chef des Hauses Hohenlohe-Langenburg und führte für seine Linie die Primogenitur ein. Bei Kinderlosigkeit wurde wieder an die Geschwister zurückgeerbt. Mit der Primogenitur hörte das Aufteilen von Besitzen auf und die jüngeren Brüder schlugen von nun an militärische Karrieren beispielsweise beim damaligen Kaiser oder befreundeten Nationen ein. Graf Albrecht Wolfgang war von 1702 bis 1715 der Senior des Gesamthauses Hohenlohe. Mit dem Seniorat verbunden war die Würde, beim Antritt eines neuen Kaisers jeweils für das gesamte Haus Hohenlohe die Reichslehen bestätigt zu bekommen, wie es in den Jahren 1705 bei Kaiser Joseph I. und 1711 bei Kaiser Karl VI. der Fall war.  

## Nachkommen
Am 22. August 1686 heiratete er Gräfin Sophia Amalia von Nassau-Saarbrücken (1666–1736), Tochter von Graf Gustav Adolf von Nassau-Saarbrücken.
Aus der Ehe gingen folgende Kinder hervor:
- Eleonora Juliana (1687–1701)
- Friedrich Ludwig (*/† 1688)
- Sophie Charlotte (1690–1691)
- Philipp (1692–1699)
- Christiana (1693–1695)
- Ludwig (1696–1765) ⚭ Gräfin Eleonore von Nassau-Saarbrücken (1707–1769)
- Charlotte (1697–1743)
- Christian (1699–1719)
- Albertina (1701–1773) ⚭ Fürst Philipp Heinrich zu Hohenlohe-Ingelfingen (1702–1781)
- Sophie Friederike (1702–1734)
- Henriette (1704–1709)
- Friedrich Carl (1706–1718)